# Gustaf Ulrik Schönberg

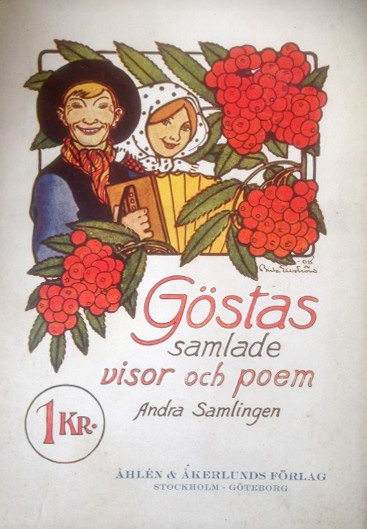
Göstas samlade visor och poem. Omslag utfört av Brita Ellström.

Gustaf Ulrik Schönberg, född den 30 augusti 1844 i Järnskogs socken, död den 9 september 1927 i Upphärad, var en svensk tidningsman och visdiktare. Pseudonym: Gösta.

## Biografi
Tidigare hade han arbetat som bokhållare på Koppoms bruk i Järnskog och som vakt på Varbergs fästning innan han 1879 flyttade till Göteborg för en anställning vid tidningen Nyaste Förposten. I januari 1882 upphörde hans anställning i samband med en ny tjänst på veckotidningen Glunten, där han stannade i två år. Åren 1900-1907 var han redaktör för Arvika Nyheter och 1900-1903 även ansvarig utgivare. Under sin yrkesverksamma tid var han också redaktör för Trollhättans Tidning och för Bohusläningen.
Under peudonymnen Gösta gav han ut ett flertal vissamlingar. Exempel på visor: Så pyntat och fint står det torftiga tjäll och Ännu vid framskridna levnadsår.

### Samlade upplagor
- Göstas samlade visor och poem. 1-2. Göteborg: Åhlén & Åkerlund. 1907-1908. Libris 1762643
- Göstas samlade visor och poem : nya visor. Stockholm: Åhlén & Åkerlund. 1921. Libris 1474274